# Fisihasion Ghebreyesus
Fisihasion Ghebreyesus (* 27. Februar 1941 in Asmara) ist ein ehemaliger äthiopischer Radrennfahrer.

## Sportliche Laufbahn
Ghebreyesus war Teilnehmer der Olympischen Sommerspiele 1964 in Tokio. Er startete damals für Äthiopien, ist heute Bürger von Eritra. Im olympischen Straßenrennen schied er beim Sieg von Mario Zanin aus. Im Mannschaftszeitfahren wurde der Vierer aus Äthiopien in der Besetzung Suleman Ambaye, Fisihasion Ghebreyesus, Yemane Negassi und Mikael Saglimbeni 26. von 33 gestarteten Mannschaften.
Er war auch Teilnehmer der Olympischen Sommerspiele 1968 in Mexiko-Stadt und schied im olympischen Straßenrennen aus. Im Mannschaftszeitfahren wurde sein Team in der Besetzung Yemane Negassi, Fisihasion Ghebreyesus, Mikael Saglimbeni und Tekeste Woldu 26. von 30 gestarteten Mannschaften.
Seine dritten Olympischen Sommerspiele erlebte er 1972 in München. Im olympischen Straßenrennen schied er beim Sieg von Hennie Kuiper aus. Im Mannschaftszeitfahren wurde sein Team in der Besetzung Mehari Okubamicael, Rissom Gebre Meskei, Fisihasion Ghebreyesus und Tekeste Woldu 28. von 36 gestarteten Mannschaften.